# 馬丁·弗洛迪
馬丁·弗洛迪（英語：Martin Flood，1964年7月4日—）是一位澳大利亞競猜節目參賽者。他曾經參與澳洲版本的《百萬富翁》和《名人赛》。

## 《百萬富翁》
為了能夠成為競猜節目的冠軍，弗洛迪在參加《百萬富翁》前深入研究了常識五年，收集瑣碎的消息，並分析了《百萬富翁》每一集的內容。
弗洛迪是第二位在澳洲版本的《百萬富翁》贏得100萬澳元的參賽者，而第一位贏得100萬澳元的參賽者是羅布·科什·富爾頓（Rob "Coach" Fulton）。
弗洛迪是在2005年11月14日參與《百萬富翁》的。當時，他在使用了「打電話問朋友」和「問現場觀眾」錦囊的情況下順利回答了首14條題目。而第15條題目問的問題就是：「以下哪個人從未被選為時代年度風雲人物？」而選擇則有A—阿道夫·希特勒；B—魯霍拉·霍梅尼；C—約瑟夫·斯大林；D—毛澤東。正確答案為D。他使用了最後的錦囊「50:50」，並消去了A和C選項。最後，他選擇了D，並勝出了《百萬富翁》。
| 100萬澳元（第15題）—沒有時間限制       |                    |
| 以下哪個人從未被選為時代年度風雲人物？ |                    |
| • A: 阿道夫·希特勒                     | • B: 魯霍拉·霍梅尼 |
| • C: 約瑟夫·斯大林                     | • D: 毛澤東        |

他在《百萬富翁》的勝出產生了一些爭議，因為當他說出正確答案時，有觀眾在咳嗽。因此，部份觀眾認為他作弊了。從觀眾接到投訴後，節目製作團隊隨即展開了調查。時事節目《一件時事》亦為此展開了調查。最後，節目製作團隊和《一件時事》均指出弗洛迪沒有作弊。
弗洛迪是《百萬富翁》澳洲版本的最後一位贏家。儘管之後有6名參賽者參加了《百萬富翁》尴尬处境版本（Millionaire Hot Seat），並試圖打破弗洛迪的紀錄，但仍然沒有成功。最近期的參賽者為2013年的凱文·肖爾。

## 《名人赛》
弗洛迪是澳大利亞競猜節目《名人赛》（The Master）的關鍵成員。弗洛迪在節目中扮演「大師」（The Master）一角，並嘗試阻止其他參賽者獲得100萬獎金。可是，該節目在2006年8月16日首映後即被取消，但製作團隊已拍攝了7集。因此，在同年12月，電視台決定播放剩餘的6集。

## 日常生活
在日常生活中，弗洛迪居於新南威爾士州，並且是西太平洋銀行的一位資訊科技分析人士。他在《百萬富翁》勝出後六個月便退休了。

## 外部連結
- Martin Flood在互联网电影资料库（IMDb）上的資料（英文）

| 前任： 羅布·科什·富爾頓 | 《百萬富翁》澳洲版本百萬獎金贏家 2005年11月14日 | 繼任： 無 |